# Bristol Beaufighter
Bristol Beaufighter var et britisk 2-motors tungt jagerfly udviklet fra torpedoflyet Bristol Beaufort.
Beaufighter blev bl.a. brugt af RAF under 2. verdenskrig som jagerbomber til støtte for landtropperne, natjager og torpedofly.
| Luftfart | Spire Denne artikel om flyvning er en spire som bør udbygges. Du er velkommen til at hjælpe Wikipedia ved at udvide den. |

- Wikimedia Commons har flere filer relateret til Bristol Beaufighter